# Yang Fangxu
Yang Fangxu (Gaomi, 6 ottobre 1994) è una pallavolista cinese.
Gioca nel ruolo di schiacciatrice ed opposto nello Shandong Nuzi Paiqiu Dui.

## Biografia
La carriera di Yang Fangxu inizia nella stagione 2009-10, quando entra a far parte dello Shandong Nuzi Paiqiu Dui, in Chinese Volleyball League B, centrando immediatamente la promozione nella massima divisione nazionale, dove debutta nella stagione seguente; nel 2011 entra a far parte della nazionale cinese under 20, vincendo la medaglia di bronzo al campionato mondiale 2011 e quella d'oro nell'edizione seguente.
Nonostante col suo club non ottenga risultati di rilievo, nel 2013 entra comunque nel giro della nazionale maggiore, debuttando in occasione del Montreux Volley Masters; un anno dopo vince la medaglia d'argento al campionato mondiale, mentre nel 2015 si aggiudica la medaglia d'oro al campionato asiatico e oceaniano, prima di infortunarsi al ginocchio destro al World Grand Prix, venendo costretta a un lungo stop; rientra in campo ai Giochi olimpici di Rio de Janeiro 2016, vincendo la medaglia d'oro, mentre nel 2018 conquista la medaglia di bronzo alla Volleyball Nations League.
Nell'agosto 2019, l'agenzia antidoping cinese ha squalificato Yang Fangxu per quattro anni per doping, dopo essere risultata positiva all'EPO in un controllo a sorpresa.

## Palmarès

### Nazionale (competizioni minori)
- Campionato mondiale under 20 2011
- Campionato mondiale under 20 2013